# 宇喜多堤
宇喜多堤（うきたつつみ）は、岡山県倉敷市及び都窪郡早島町にあったとされる汐止め堤防である。備中高松城の水攻め合戦（1582年）に使われた堤防技術が、公共事業として実施されたものが「宇喜多堤」である。

## 解説
戦国大名である宇喜多秀家の命により岡豊前守と千原勝則によって天正17年（1589年）頃、児島湾の干潟を新田開発するために築かれたという。
堤防のルートは二つあり、
1. 一つは酒津（倉敷市酒津）から浜村（倉敷市浜町、現在の倉敷駅の東）までの20町（約2Km）。
2. もう一つは塩津（都窪郡早島町）から宮崎（都窪郡早島町）の鶴崎神社経由で向山山麓の岩崎（倉敷市二日市付近？）に築堤された。

さらに、高梁川の水を干拓地に引くため酒津から八ヶ郷用水が開削された。これにより現在の総社市東部・倉敷市中心部・早島町北部が耕作可能地となった。
宇喜多氏は、当時の基幹産業であった稲作の耕地確保の目的と、高梁川西の毛利氏との勢力境に面する重要地として倉敷の町を整備する目的で、堤防を築いた。幕末に著された『備中誌』に以下の記載がある(窪屋郡1巻)。「天正12年(1584)宇 喜多秀家の臣岡豊前守検地して、千原九石右衛門勝則に命じて、酒津川より下、二十余町、今の浜村の辺まで堤を築き川を関留めて開発す」